# Strymon lutea
Strymon lutea är en fjärilsart som beskrevs av Tutt. Strymon lutea ingår i släktet Strymon och familjen juvelvingar. Inga underarter finns listade i Catalogue of Life.